# یوسف شاهین
یوسف شاهین (به عربی: یوسف شاهین) (۲۵ ژانویه ۱۹۲۶ — ۲۷ ژوئیه ۲۰۰۸) کارگردان معروف سینمای مصری بود. او به‌عنوان یک چهره برجسته هنری و شخصیتی سرشناس و محبوب در مصر و جامعه عرب شناخته می‌شد. در جشنواره فیلم کن ۱۹۹۷ جایزه یک عمر دستاورد هنری به شاهین اعطا شد.
شاهین در فیلم‌هایش بیشتر به مسایل سیاسی، مشکلات مردم مصر و بحران‌های اجتماعی این کشور می‌پرداخت. او همواره با سیاست‌های رییسان جمهور مصر به‌ویژه حسنی مبارک به مخالفت می‌پرداخت و از گروه‌های بنیادگرای اسلامی کشورش نیز به‌شدت انتقاد می‌کرد.

## زندگی و حرفه
یوسف شاهین در ۲۵ ژانویه ۱۹۲۶ در خانواده‌ای مسیحی به دنیا آمد. شاهین در دهه ۱۹۴۰ به آمریکا رفت و دوره آموزش هنرپیشگی را در پلی‌هاوس پاساندا در لس آنجلس گذراند. او نخستین فیلم خود را با نام بابا امین در سال ۱۹۵۰ کارگردانی کرد. شاهین در سال ۱۹۵۱ با فیلم پسر نیل در جشنواره فیلم ونیز حضور یافت.
وی سرانجام پس از چند هفته به‌سربردن در حالت اغما، در ۲۷ ژوئیه ۲۰۰۸ در بیمارستان نظامی المعادی در جنوب قاهره درگذشت.

## آموزش
شاهین جوان که از سنین کودکی مجذوب هنرهای نمایشی بود، شروع به ایجاد نمایش‌هایی در خانه برای خانواده خود کرد. تحصیلات خود را در مدرسه سان مارک شروع کرد. او در دانشگاه نخبگان ویکتوریا اسکندریه تحصیلاتش را ادامه داد و پس از فارغ‌التحصیلی در کالج ویکتوریا در سال ۱۹۴۴، تصمیم گرفت برای تحقق آرزوهای خود به خارج از کشور برود.

## فیلم‌شناسی
شاهین در طول ۵۰ سال فعالیت هنری، فیلم‌های زیادی را کارگردانی کرد که مهم‌ترین آنها از این قرارند:
- بابا امین (نخستین فیلم، ۱۹۵۰)
- پسر نیل (۱۹۵۱)
- خورشید سوزان (۱۹۵۳)
- جمیله (۱۹۵۸)
- ایستگاه مرکزی قاهره (۱۹۵۸)
- زمین (۱۹۶۹)
- صلاح‌الدین پیروز (۱۹۶۳)
- انگشتر فروش (۱۹۶۵)
- مردم و نیل (مستند، ۱۹۶۸)
- اختیار (۱۹۷۰)
- گنجشک (۱۹۷۳)
- بازگشت پسر ولخرج (۱۹۷۶)
- اسکندریه چرا؟ (۱۹۷۸)
- یک داستان مصری (۱۹۸۲)
- اسکندریه دوباره و همیشه (۱۹۹۰)
- مهاجر (۱۹۹۴)
- سرنوشت (۱۹۹۷)
- اسکندریه… نیویورک (۲۰۰۴)
- هرج و مرج (آخرین فیلم، ۲۰۰۷)